# Cetate (Bistrița-Năsăud)
Cetate é uma comuna romena localizada no distrito de Bistrița-Năsăud, na região histórica da Transilvânia. A comuna possui uma área de 66.64 km² e sua população era de 2577 habitantes segundo o censo de 2007.